# (14659) Gregoriana
(14659) Gregoriana est un astéroïde de la ceinture principale.

## Description
(14659) Gregoriana est un astéroïde de la ceinture principale. Il fut découvert le 15 janvier 1999 à Montelupo par Maura Tombelli et Giuseppe Forti. Il présente une orbite caractérisée par un demi-grand axe de 2,64 UA, une excentricité de 0,12 et une inclinaison de 11,5° par rapport à l'écliptique.

## Compléments